# Röcken
Röcken is een plaats die tot 2009 een zelfstandige gemeente was in de Landkreis Burgenlandkreis, van de Duitse deelstaat Saksen-Anhalt. Sindsdien vormt het een Ortsteil van de stad Lützen.
De plaats waar Friedrich Nietzsche is geboren en begraven telde in 2009 bijna 600 inwoners.